# Александр (архиепископ Константинопольский)
Александр (греч. Αλέξανδρος; между 237/244 — 337 или 340, Константинополь) — архиепископ Византия и Константинополя (во времена его епископата город Византий (греч. Βυζάντιον — Бизантион) был переименован в Константинополь), борец с ересью арианства, чудотворец. Почитается Православной церковью в лике святителей, память совершается 30 августа (по юлианскому календарю).
Был хорепископом (викарием) при святителе Митрофане (315—325), и ввиду старости замещал его на Первом Вселенском Соборе в Никее против ариан (325).
В 325 году Александра избрали Константинопольским архиепископом. Он ещё около двенадцати лет руководил архиепархией в неспокойные времена еретика Ария, который отрицал божественность Иисуса Христа. Александр обращал к христианству многих язычников.
Однажды во время диспута между христианскими богословами и языческими философами Александр предложил язычникам выбрать из своей среды учёнейшего мужа. Когда тот начал говорить, Александр вдруг велел ему: «Во имя Иисуса Христа повелеваю тебе замолчать». После этих слов философ не смог произнести ни слова, пока Александр не позволил ему говорить. Это Божье чудо произвело на язычников большое впечатление.
Умер в 337 или 340 году.